# Marco Pavan
Marco Pavan (ur. 1 marca 1982 w Bento Goncalves) – brazylijski siatkarz, grający na pozycji środkowego. Posiada także obywatelstwo włoskie.